# 克莉雪兒·史塔斯
特里娜·克莉雪兒·史塔斯（英語：Terrina Chrishell Stause，1981年7月21日—）是一位美国女演员，以肥皂劇《我的孩子們》中的阿曼達·狄倫、《我們的日子》中Jordan Ridgeway，以及參加Netflix的真人秀节目《日落豪宅》聞名。